# Asthenolabus semimarginalis
Asthenolabus semimarginalis là một loài tò vò trong họ Ichneumonidae.